# Station Walton (Merseyside)
Walton (Merseyside) is een spoorwegstation van National Rail in Liverpool in Engeland. Het station is eigendom van Network Rail en wordt beheerd door Merseyrail. 